# مبرهنة كارنو (هندسة رياضية)

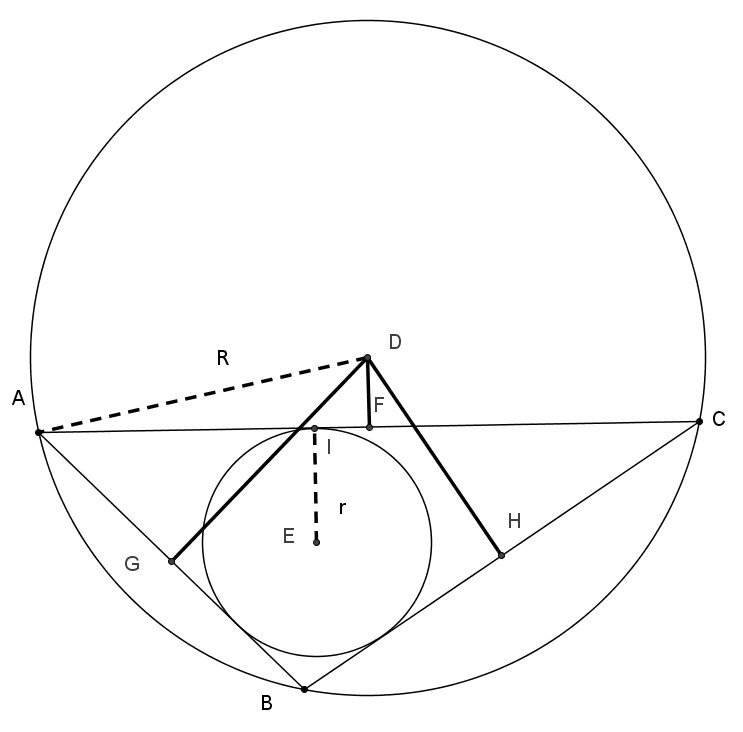

في الهندسة الإقليدية، تنص مبرهنة كارنو (بالإنجليزية: Carnot's theorem)‏ نسبةً إلى لازار كارنو (1753 - 1823م) على أنَّ مجموعَ المسافاتِ من مركزِ دائرةِ مثلثِ محيطةِ إلى أضلاعه مساوٍ لمجموع نصفي قطري دائرتيه المُحيطة والداخلية. يُعبّرُ عن ذلكَ رياضياً: إذا كان {\displaystyle \triangle ABC} مثلثاً و{\displaystyle D} مركزَ دائرتهِ المحيطة، و{\displaystyle F,G,H} هي مساقطها على أضلاعه، فإنَّ:
{\displaystyle DF+DG+DH=R+r}
بملاحظة أن المسافات مُتجهة.أي أنها تكونُ سالبةً إذا كانت القطعة المستقيمة {\displaystyle DX} تقع بكاملها خارج المثلث لكل {\displaystyle X=F,G,H}. على سبيل المثال، فإنَّ القطعة المستقيمة {\displaystyle DF} تكون ذات طول سالب، والقطعتين المستقيمتين {\displaystyle DH,DG} موجبتان.

## التطبيقات
استخدمت مبرهنة كارنو في برهان مبرهنة يابانية في مضلع دائري.

## وصلات خارجية
- إيريك ويستاين، مبرهنة كارنوت، ماثوورلد Mathworld (باللغة الإنكليزية).